# Hans Andresen (Sydslesvig)
 Der er flere personer med dette navn, se Hans Andresen.
Hans Andresen (f. 23. august 1934 i Sydslesvig) var skolemand i Sydslesvig i anden halvdel af det 20. århundrede.
Hans Andresen blev ansat ved Dansk Skoleforening for Sydslesvig i 1958 som lærer ved Gustav Johannsen-Skolen i Flensborg, hvor han virkede i 11 år. 1969-1971 var han skoleinspektør på Jørgensby-Skolen, hvorefter han blev viceskoledirektør ved Skoleforeningen. Ved skoledirektør Christian Thorup Nielsens pensionering i 1989 overtog Andresen denne post, som han bestred indtil 31. december 1999, hvor han lod sig pensionere som 65-årig. Hans efterfølger som skoledirektør fra 1. januar 2000 blev Anders Molt Ipsen.
Andresen har skrevet Sydslesvigs danske skoles historie efter 1920 i 2 bind, som udkom i 2017 på Syddansk Universitetsforlag (ISBN 978-87-7674-982-8).